# 短果茨藻
短果茨藻（学名：Najas marina var. brachycarpa）为水鳖科茨藻属的变种。分布于中亚以及中国大陆的内蒙古、新疆等地，多生于池沼中，目前尚未由人工引种栽培。